# ديان يوفانوفيتش
ديان يوفانوفيتش هو لاعب كرة قدم صربي في مركز الوسط، ولد في 17 أبريل 1986 في فاليفو في صربيا. لعب مع FK Donji Srem ‏.

## وصلات خارجية
- ديان يوفانوفيتش على موقع قاعدة بيانات كرة القدم.إي يو (الإنجليزية)
- ديان يوفانوفيتش على موقع Soccerway.com (الإنجليزية)